# ウンベルト・サバ

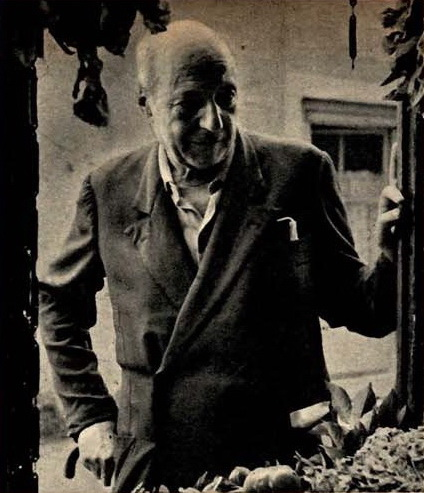
ウンベルト・サバ（1951年）

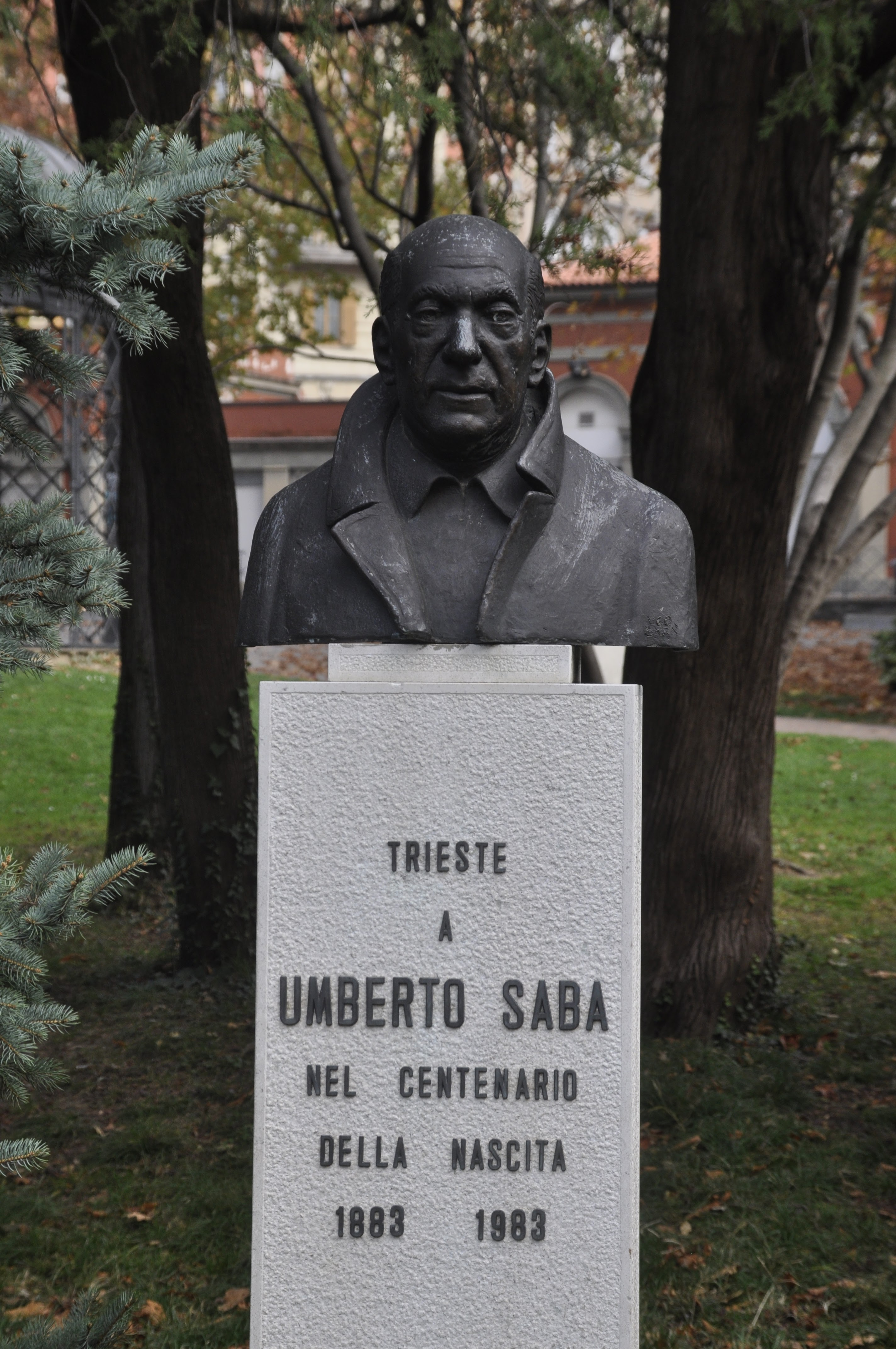
ウンベルト・サバの胸像（トリエステの公共公園で）

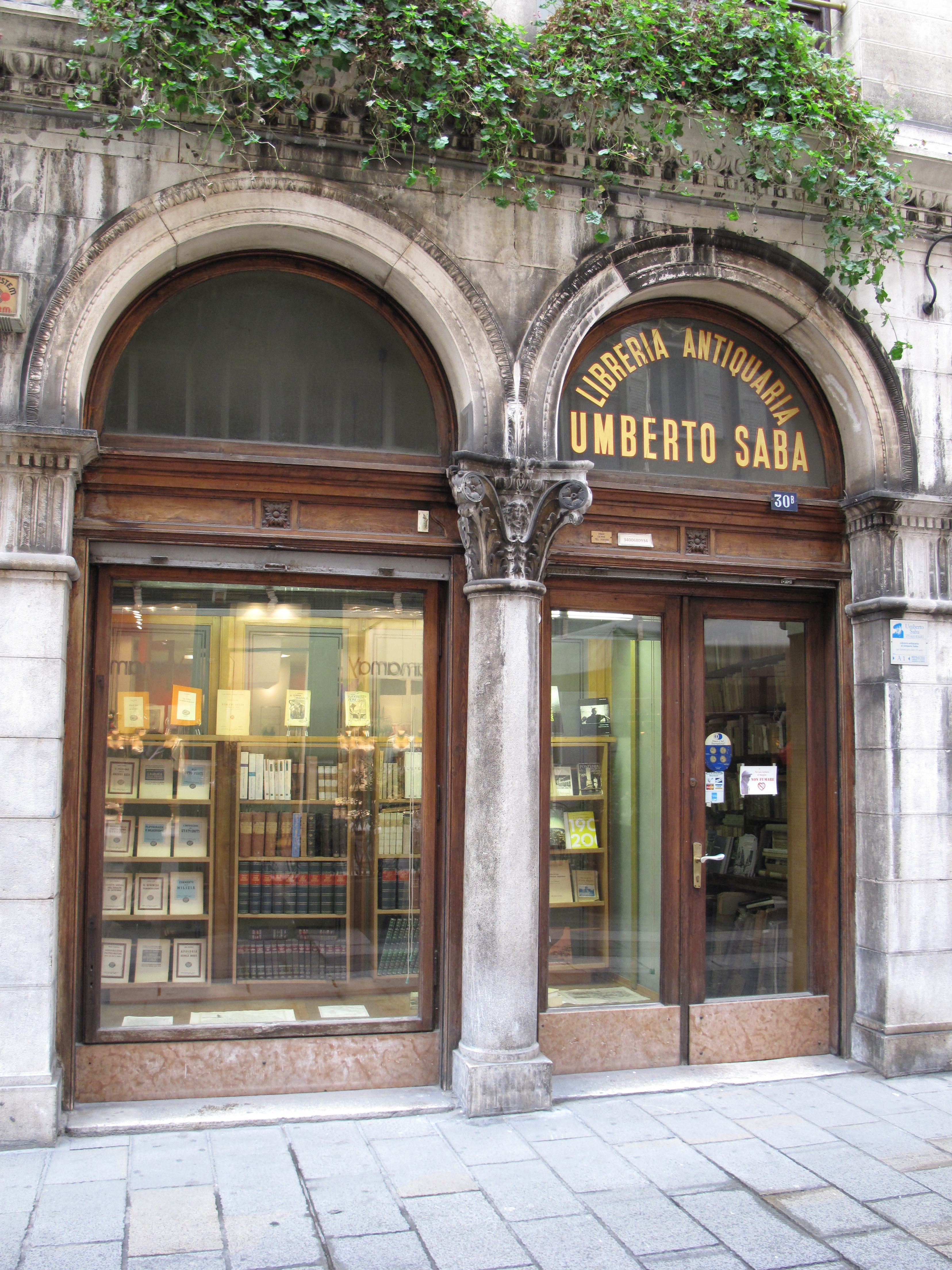
トリエステにあるウンベルト・サバの中古書店（2008年）

ウンベルト・サバ（イタリア語: Umberto Saba、1883年3月9日 – 1957年8月26日）は、生まれはウンベルト・ポリ（Umberto Poli）で、オーストリア＝ハンガリー帝国からイタリアへ編入されたトリエステで主に活躍した詩人である。詩風は伝統的で、ペトラルカなどの手法を受継いでいて、現代に生残った最大の抒情詩人といわれる。

## 概要
ウンベルトは1883年、当時はオーストリア＝ハンガリー帝国領のトリエステで、妻のためにキリスト教からユダヤ教に転向した父親とユダヤ人の母親との間で、ウンベルト・ポリ（Umberto Poli）として生まれた。父親は間もなく家を去り、ウンベルトはおもに母親に育てられた。1897年にギムナジウムから商業学校へ転校して、卒業後は関税関係の事務所で働いた。
1900年には詩を書き始めて、著者名にウンベルト・ショパン・ポリ（Umberto Chopin Poli）を使った。外国を旅行したあと、1907〜1908年には兵役を終えてトリエステに帰り、1909年にはユダヤ教の式で結婚して一女を設けた。
1910年、サバ（Saba）の姓で詩集を出版して、1929年にはこの姓が法律的にも認められた。彼の詩風は伝統的で、ペトラルカなどの手法を受継いでいたと言われている。
サバは1919年にトリエステの中心街で中古書店を買い、「古今書店」（La Libreria Antica e Moderna）と名付けて、その店主として過した。

## 著作
- 抒情詩集『カンツォニエーレ』 Canzoniere (1945年)
- 『カンツォニエーレの作詩を回顧して』 Storia e cronistoria del "Canzoniere" (1948年)
- 自伝小説『エルネスト』 Ernesto (1975年、死後出版) 、ほか多数

### 日本語訳
- 須賀敦子訳『ウンベルト・サバ詩集』 みすず書房、1998年、新版2017年
  - 別版『須賀敦子全集 第5巻  イタリアの詩人たち[3]、ウンベルト・サバ詩集ほか』河出書房新社、2000年、河出文庫、2008年

### 映画化作品
- 『美しき少年/エルネスト』（1979年）

## 参照項目
- ファシズム時代のイタリア文学